# 선교학
선교학(宣敎學) 또는 전도학(傳道學)은 기독교 선교사의 메시지와 노고를 탐구하는 실천신학 분야이다. 기독교의 다른 문화 간의 소통에 관한 과학, 세계 선교에 대한 연구, 기독교 운동에 대하여 성경적으로, 역사적으로 연구하는 학문을 가리킨다. 또, 이를 포함하여 하나님 나라의 실현을 위해 전도 방법을 연구하는 학문이기도 하다. 이 학문은 성경신학, 인류학, 역사학뿐 아니라 심리학, 사회학과도 관계되어 있다.
선교학의 목표는 "모든 문화권의 기독교인이 실천해야 하면서도 기독교에 필수적인 행위들"과 "기독교 믿음을 표현하면서도 사회마다 그 표현이 다른 기독교의 다른 문화적 표현"을 구별하는 것이다.

## 같이 보기
- 선교학 박사